# Ecce bombo
Cet article possède un paronyme, voir Bombo.
Pour plus de détails, voir Fiche technique et Distribution.
Ecce bombo est un film italien écrit, réalisé et joué par Nanni Moretti sorti en 1978. C'est son premier succès. Il présente les interrogations de jeunes gens et de jeunes filles qui trouveront écho dans le Mouvement de 1977.  

## Synopsis
Le jeune Michele est répétiteur pour deux jeunes qui préparent leur examen de maturité. Il sort avec Silvia qui travaille dans le cinéma, ce qui donne lieu à de longues conversations passionnées sur le cinéma italien. Michele, comme tous ceux de son âge, a des relations conflictuelles avec son père, sa mère et sa sœur cadette, victimes désignées de ses propres frustrations, et de manière générale avec les femmes. Le reste du temps, Michele traîne avec son groupe d'amis, Mirko, Vito, Goffredo et Cesare. Ensemble, ils écoutent les premières radios libres et se laissent surtout aller à leur désœuvrement et leur mal-être post soixante-huitard, qu'ils expriment lors de séances d'auto-conscience. Dans la chaleur de l'été romain, les amis décident d'aller retrouver Olga, une jeune fille schizophrène.

## Fiche technique
- Titre : Ecce bombo
- Réalisation :  Nanni Moretti
- Scénario : Nanni Moretti
- Production :
- Musique : Franco Piersanti
- Photographie : Giuseppe Pinori
- Montage : Enzo Meniconi
- Décors : Massimo Razzi
- Costumières : Fabrizia Magnini, Lina Nerli Taviani
- Son : Franco Borni
- Pays de production :  Italie
- Genre : Comédie
- Durée : 103 minutes

## Distribution
- Nanni Moretti : Michele
- Luisa Rossi : La mère de Michele
- Lina Sastri : Olga
- Glauco Mauri : Le père de Michele
- Piero Galletti : Goffredo
- Susanna Javicoli : Silvia
- Cristina Manni : Cristina
- Lorenza Ralli : Valentina
- Maurizio Romoli : Cesare
- Giampiero Mughini
- Carola Stagnaro : Flaminia
- Fabio Traversa : Mirko
- Giorgio Viterbo : l'intervieweur
- Paolo Zaccagnini : Vito
- Agenore Incrocci : Président du comité

Le père de Nanni Moretti, professeur d'épigraphie grecque à l'Université, joue le rôle de l'acteur poète. 

## Autour du film
Plusieurs scènes, phrases et tirades du film sont devenues célèbres en Italie, et sont citées fréquemment. « Faccio cose, vedo gente », littéralement « Je fais des choses, je vois des gens », est l'une des plus célèbres (en réalité, la reformulation d'une phrase un peu différente dans le film). C'est la réponse d'une amie au personnage principal, qui lui demande ce qu'elle fait dans la vie, et qui renvoie à la situation de jeunes qui n'ont pas de vrai emploi, ni de vrai statut, et à la transformation du marché du travail vers des nouvelles formes de précarité. Cette description du contexte du Mouvement de 1977 dans la Horde d'Or renvoie directement à la problématique traitée par le film: "De larges parts de la jeunesse des lointaines périphéries de la métropole inventent spontanément des formes inédites d’agrégation, à partir de la critique de la misère de leur quotidien: la condition d’étudiants pour certains, celle de chômeurs pour d’autres, celle d’ouvriers précaires et sous-payés pour la plupart. Pour tous, indifféremment, il y a la question du «temps libre», un temps vécu comme une assignation au vide, à l’ennui, à l’aliénation". 
Dans une autre scène célèbre, Michele se demande s'il doit ou non aller à une fête, et oscille entre les raisons d'y aller et de ne pas y aller. "Vengo, ci vediamo là. No, non mi va, non vengo* (Je viens, on s'y retrouve. Non, ça ne me convient pas, je ne viens pas), ce doute hamlétien renvoie au thème d'une crise du sens pour cette jeunesse. On retrouve ces hésitations dans des scènes où il se demande s'il peut dire " je suis amoureux de toi" et le répète, avant de le dire au téléphone à une amie, et dans une autre où il se demande s'il peut lui dire qu'il a envie de coucher avec elle. 
Dans une autre scène culte, Michele s'en prend à un client d'un bar qui prétend que "Rouges ou noirs, ils sont pareils", en lui hurlant; "Mais quoi, on est dans un film d'Alberto Sordi?" faisant référence aux rôles de personnages apolitiques et amoraux joués par la plus grande vedette romaine d'alors,.
Le titre du film est tiré d'une phrase criée par un vendeur ambulant, qu'on avait rapportée à Nanni Moretti, et qui introduit la scène dans son film. Il avait un autre titre en tête, qui ne le convainquait pas : J'en ai marre des œufs au plat. Ecce bombo, renvoie à l'expression Ecce homo, « Voilà l'homme », mais remplacée par un mot-valise mystérieux, qui renvoie à la fois à bomba, « bombe », référence aux attentats des années de plomb qui commencent, bombo, « bourdon », petit insecte errant et vrombissant, contraire aux prétentions de l'homme qui se veut supérieur, ou bombola, « bonbonne » comme celle que transporte le marchand ambulant. Le sujet du film naît également de la fusion de deux projets de Nanni Moretti intitulés Petit groupe, sur un groupe d'auto-conscience masculin, et Délire d'août, sur les doutes de son personnage. 
La scène où Michele hulule et fait apparaître une réminiscence d'un traumatisme d'enfance de Goddfredo est reprise dans le clip de la chanson La mia parte intollerante, de Caparezza en 2006.
Le film est souvent présenté comme une comédie, mais au-delà de certains traits comiques, il présente une réalité douloureuse.

## Distinction
- Ruban d'argent du meilleur sujet 1978
- Sélection officielle Festival de Cannes 1978[6]